# Seven Seas Mariner
Die Seven Seas Mariner ist ein Kreuzfahrtschiff der Reederei Regent Seven Seas Cruises (bis 2006 Radisson Seven Seas Cruises). Nach Angaben der Reederei ist die Seven Seas Mariner das erste Kreuzfahrtschiff der Welt, das ausschließlich über Suiten mit privatem Balkon verfügt („All Suite – all balcony“-Konzept).

## Geschichte
Die Seven Seas Mariner wurde auf der französischen Werft Chantiers de l’Atlantique in Saint-Nazaire gebaut und am 1. März 2001 unter der Flagge Frankreichs in Dienst gestellt. Im November 2006 erfolgte der Wechsel in das Schiffsregister der Bahamas. Der Heimathafen ist seitdem Nassau. 
Die Seven Seas Mariner verfügt über einen Pod-Antrieb vom Typ Rolls-Royce „Mermaid“. Ebenso wie die zur gleichen Zeit bei Chantiers de l’Atlantique gebauten und mit demselben Antriebssystem ausgestatteten Schiffe der Millennium-Klasse hatte die Seven Seas Mariner mit diesem Antriebssystem anfangs erhebliche Probleme.
Das Kreuzfahrtschiff besitzt zwölf Decks, davon acht Passagierdecks. 2009 wurde das Schiff grundlegend renoviert.

## Ausstattung
Zur Kabinenausstattung gehören unter anderem ein Wohnbereich mit Sitzecke, Marmorbad mit Badewanne, Dusche und WC und ein begehbarer Kleiderschrank mit Safe. Die Größe der Räume variiert zwischen 23,5 m² plus 4,5 m² Balkon bei den Deluxe Veranda Suiten und 112 m² plus 74 m² Balkone bei den Master Suiten. 
Neben dem Compass Rose Restaurant, in dem das Dinner in einer Sitzung eingenommen wird, gibt es drei weitere First-Class-Restaurants – das Prime 7, das französisch ausgerichtete Signatures und das La Veranda. Weitere Bordeinrichtungen sind unter anderem das Sonnendeck mit Außenschwimmbad, drei Whirlpools, die Poolbar mit Grill, ein Fitness-Club, eine Golf-Drivingrange und das Constellation Theater.